# Judy Coble
Brona Judy Coble (Greensboro, 3 agosto 1936) è un'ex cestista statunitense.

## Carriera
Vinse la medaglia d'oro con gli Stati Uniti ai Giochi panamericani di San Paolo 1963.